# Communauté d’agglomération du Sud
Die Communauté d’agglomération du Sud ist ein Gemeindeverband mit der Rechtsform einer Communauté d’agglomération im französischen Überseedépartement Réunion. Sie wurde am 30. Dezember 2009 gegründet und umfasst vier Gemeinden. Der Verwaltungssitz befindet sich im Ort Le Tampon.

## Mitgliedsgemeinden
| Gemeinde                          | Einwohner 1. Januar 2022 | Fläche km² | Dichte Einw./km² | Code INSEE | Postleitzahl |
| --------------------------------- | ------------------------ | ---------- | ---------------- | ---------- | ------------ |
| Entre-Deux                        | 7.115                    | 66,83      | 106              | 97403      | 97414        |
| Le Tampon                         | 81.964                   | 165,43     | 495              | 97422      | 97430        |
| Saint-Joseph                      | 38.992                   | 178,50     | 218              | 97412      | 97480        |
| Saint-Philippe                    | 5.093                    | 153,94     | 33               | 97417      | 97442        |
| Communauté d’agglomération du Sud | 133.164                  | 564,70     | 236              | –          | –            |